# Colegiu Districtual (Belgia)
Colegiul Districtual (în neerlandeză Districtscollege)  (numit, până în 2007, birou districtual) este organul de conducere al unui consiliu districtual, organism reprezentativ al cetățenilor unui district din Belgia. Colegiul Districtual este ales de către plenul consiliului districtual dintre membrii săi, iar consiliul, la rândul său, este ales direct de către cetățeni. Colegiul districtual este alcătuit din președintele și asesorii districtului, cunoscuți anterior sub numele de membri ai biroului sau vicepreședinți. 
Antwerpen este singura municipalitate belgiană care a implementat ca formă de subdiviziune administrativă districtele. Acestea au fost înființate pe 1 ianuarie 1983, după fuziunea orașului cu șapte localități vecine. În Antwerpen, colegiul este alcătuit în general dintr-un președinte și patru asesori (în neerlandeză Districtsschepen), însă consiliile districtelor mai mici, precum Berendrecht-Zandvliet-Lillo, sunt compuse dintr-un președinte și trei asesori.
Între 2001 și 2006, conform legii Nieuwe Gemeentewet, denumirile oficiale pentru președinte și completul colegiului au fost „Președintele Consiliului Districtual” (în neerlandeză Voorzitter van de districtsraad), respectiv „Biroul Consiliului Districtual” (Bureau van de districtsraad). Biroul era alcătuit din președinte și vicepreședinți. Prin decretul Gemeentedecreet din 2 iunie 2006 s-a stabilit că, începând de la 1 ianuarie 2007, denumirile oficiale ale celor două funcții vor fi de „Președintele Districtului” (Districtsvoorzitter), respectiv „Colegiul Districtual” (Districtscollege), o terminologie oarecum asemănătoare cu cea folosită de municipalități.